# Les Sorcières de Cassis en 1614
 (avril 2024).
- Si vous ne connaissez pas le sujet, laissez ce bandeau (vous pouvez alors contacter les auteurs).
- Si vous supprimez le contenu mis en cause (vous pouvez préalablement contacter les auteurs),

argumentez précisément cette suppression dans la page de discussion
(un manque de référence n'est pas un argument ; une recherche réelle de référence doit avoir été effectuée, être formellement documentée).
En 1614, à Cassis dans le sud de la France, trois femmes connues sous le nom de Donne Figonnière, Donne Tripière et Grosse Coiffe furent exécutées pour sorcellerie. Ces trois femmes, les mascos étaient connues dans la ville pour jeter des sorts mais aussi pour confectionner des filtres d’amour ou du poison. 
Les récits historiques présentent les rumeurs entourant la prétendue sorcellerie de ces femmes. Donne Figonnière, à la suite d'un conflit avec le pêcheur « Barnabous », aurait alors jeté un sort à son bébé pour qu’il ne s’alimente plus. Barnabous l'aurait alors battue jusqu'à ce qu'elle lève le sort. Le bébé se serait alors remis à manger. Donne Tripière, quant à elle, aurait élevé des chats matagots (sorciers), appelés les chats du Diable, réputés pour pouvoir faire sécher le pied de vigne sous leurs pattes et empêchaient le raisin de mûrir. Plusieurs propriétés furent victimes de ces sècheresses. Grosse Coiffe, de son côté, aurait jeté un sort à son voisin qui vit dix de ses poules dévorées par son chien. 
De ce fait, les habitants de Cassis les auraient chassées de la ville jusqu’à ce qu’elles trouvent refuge à Canaille. Les trois mascos furent retrouvées, ramenées dans la ville de Cassis où elles furent jugées, pendues et brulées le 16 juillet 1614.

## Contexte

### Historique
Entre le Moyen-Âge et la Rennaissance, les "sorcières" sont présentes de partout en Europe. À peu près 110 000 procès de sorcellerie auront lieu entre 1430 et 1630 et environ 48% seront soldés par une condamnation à mort. Cette « chasse aux sorcières » est apparue à l’époque du Moyen-Âge, lorsqu’une période de calamité vit le jour : des crises sanitaire avec la peste noire, environnementale avec de grandes sècheresses et sociale avec la famine. 
C’est dans ce contexte que la croyance en « la sorcellerie » s'est accrue. Ainsi, « au regard de l’Église, les délits commis par le magicien (sorcerer) et la sorcière (witch) sont les mêmes mais l’intention diffère : la sorcière est une hérétique qui a fait un pacte avec le Diable et utilise la magie noire dans le but conscient de rejeter Dieu et de combattre l’Église. Ses maléfices, accomplis dans le but de nuire, provoquent également des maladies, des accidents et des catastrophes naturelles ».Néanmoins, cette chasse a connu une forte intensification lors des crises politique, religieuse et sanitaire de l’époque dont l’apogée se situe aux XVIe et XVIIe siècles, avec la mise en place des bûchers qui a fait des centaines de milliers de morts. En effet, après l’Édit de Nantes de 1598 qui met fin aux guerres de religion, la France est affaiblie et s’empare de la religion Chrétienne, dans un but de nuire aux dernières croyances minoritaires telle que le Paganisme.

### Politico-religieux
En 1614, la France est encore marquée par les conséquences des guerres de religion qui ont ravagé le pays au XVIe siècle. Les guerres de religion ont pris fin avec l'Édit de Nantes en 1598, néanmoins les tensions religieuses persistaient.
Sur le plan politique, la France était, de ce fait, en période de consolidation de l'autorité royale.Robert Muchembled remarque aussi que la chasse aux sorcières découlerait de la volonté d’imposer la culture de l’Etat par les clercs à la population (une culture intellectuelle violente) dans le but de supprimer la culture populaire.
Ces tensions poussaient les habitants à utiliser le bouc émissaire donné par les autorités et donc à rejeter la faute de ces évènements sur les représentantes du diables : les sorcières. L'Église catholique exerçait une influence considérable sur la vie sociale et culturelle et les pratiques religieuses étaient intégrées dans la vie quotidienne des Français.
La création de la sorcière permet de craindre sans problème la femme associée au Diable. En effet, la femme est rattachée à Ève dans la Génèse et au fruit interdit qui est donné par le Mal. L’Église et les textes canoniques se rejoignent en associant hérésie et sorcellerie et en créant l’Inquisition.
Dans le cas des Mascos de Cassis, les petites gens dépourvues d’autorité disposent d’une redoutable parole auto-réalisatrice. C’est la rumeur qui déclare la sorcière à l’autorité.
Rappelons que, dans le contexte dans lequel ont été accusées ces trois sorcières, l’Église consacrait son énergie à la consolidation de ses positions acquises lors des guerres de religion qui l’avaient énormément fragilisée. Ainsi, le Juge Curet, inquisiteur chargé du procès des mascos cassidaines était un laïc relevant du Parlement de Provence au lieu d’un habituel juge relevant de la justice ecclésiale, de sorte qu’objectivement la religion ne puisse pas être la source principale de ce jugement bien que le pouvoir étatique soit soumis au christianisme. Il faut prendre en compte que dans le cas des « possédées de Loudun » en 1632, le juge ecclésiastique acquitte « le sorcier », ce qui permet encore moins de prendre en compte le contexte religieux de l’époque.

## Complot
Au cours des XVIe et XVIIe siècles, le manuscrit « Le marteau des sorcières » ou « Malleus Maleficarum », écrit en 1486 par les dominicains Heinrich Krämer et Jacob Sprenger, était utilisé par les juges, inquisiteurs ou encore séculiers pour la chasse aux sorcières. Ce livre a connu de nombreuses rééditions dont les dates correspondent exactement avec les deux plus intenses périodes de chasse aux sorcières en Europe : entre 1486 et 1520 puis entre 1574 et 1669.
En plus de servir aux jugements des sorcières, le Malleus Maleficarum permettait aussi de faire naître et/ou de nourrir les inquiétudes des gens envers celles-ci en racontant qu’elles étaient capables de jeter des sorts aux hommes, faire périr des enfants ou encore les donner en offrande aux démons.
De ce livre découle le déroulement du procès : 
1.	L’accusation par des faits spécifiques qui se transformaient peu à peu à de simples rumeurs,
2.	L’arrestation suivie d’un interrogatoire le plus souvent sous la torture, poussant ces femmes à avouer les crimes pour lesquels elles étaient accusées et à dénoncer des personnes dites « complices » même si elles étaient innocentes pour que la torture s’arrête mais les juges en voulaient toujours plus…, 
3. Enfin, leur exécution pouvant se faire par de grands bûchers.
Ce livre a été utilisé dans le procès des trois sorcières de Cassis en 1614. Ainsi, de simples suppositions peuvent mener à une accusation sans bénéfice de doute menant forcément à une exécution entrainée par la conviction d’une culpabilité à démontrer, la recherche de preuves allant en faveur des accusations.
On comprend ainsi que les trois sorcières de Cassis, jugées à l’aide de ce manuscrit, ont été accusées par déduction, sans preuve et sans la possibilité de se défendre.
Aussi, le fait de ne pas endosser la responsabilité d’un acte permet aux gens, à la population d’accuser plus facilement une autre personne.
La persuasion comme la propagande incite aussi les gens à ne plus suivre leurs valeurs ou leur pensée. De ce fait, les gens se font facilement endoctriner par les autres paysans, le juge, etc… Ce qui les amène à penser comme les autres. "On se laisse mieux persuader par un argument émotionnel tel que la peur d’un ennemi transformé en bouc émissaire, que rationnel surtout si le message est délivré par une source d’autorité ou charismatique”. Ici, le juge qui, en suivant “Le marteau des sorcières”, accusait des personnes selon ses lois.
« On constate donc que, à chaque poussée de malheurs, la théorie du complot est invoquée et se porte sur un bouc émissaire. Au début du XVe s., au plus profond de la crise économique et démographique, ce sont les sorciers qui sont accusés d'être les fauteurs des malheurs du temps au profit de Satan. ».

## L'hypothèse d'un cas d'hystérie collective
L’hystérie collective est un phénomène social collectif définit par la croyance en des menaces réelles ou imaginaires dans une population ou une société. 
D’après cette définition il est possible que le cas des trois sorcières de Cassis relève d'un cas d'hystérie collective. En effet, le fait que tous les habitants de la ville et des alentours se soient mis à accuser ces trois femmes en prétextant des événements pouvant s’expliquer de diverses façons, suggère l'existence d'une croyance collective aux sorcières.
Plusieurs théories mèneraient à expliquer l’apparition de cette hystérie collective. La croyance en l’existence de sorcières peut être causée par des rumeurs qui se propagent dans la ville, ce qui conduit ses habitants à y croire. Néanmoins, il semble peu probable qu'une simple rumeur puisse mener toute une ville à vouloir exécuter sommairement trois femmes, et ce pour plusieurs raisons.
D’abord, l'existence d'un comportement agressif antisocial. Ce phénomène résulte d’une divergence d’idée entre différentes personnes, ou encore lorsqu’on empêche la satisfaction de leurs désirs ou de leurs efforts. Dans ces cas-là, une agressivité apparaît contre les fautifs de ces « anomalies ». Dans le cas où il n'y a pas de fautif, l’agressivité est dirigée sur une personne extérieure. Ainsi, les habitants de la ville se sont sentis frustrés par la fait que ces trois dames aient le « pouvoir » de faire guérir des gens par de l’herbo-thérapie, ou qu’elles puissent confectionner des filtres d’amour ou encore du poison. Un comportement antisocial se serait donc installé entre les habitants et ces trois femmes. De plus, en voyant son fils ne plus s’alimenter, en perdant ses poules ou encore en voyant sécher ses vignes après que l’une d’entre elles soit passée par là, chaque cassidain s’est attaqué aux trois étranges dames de la ville : elles se sont mises en travers de leur désir et de leurs efforts.
Ceci peut s’accentuer par le désir de conformité développé par Solomon Asch, psychologue ayant joué un rôle majeur dans la compréhension de la psychologie sociale. Il observe que « les membres d’un groupe ont tendance à se conformer aux normes du groupes » : dans une expérience, il a démontré qu’une personne pouvait maintenir une réponse absurde et allant à l’encontre de ses propres valeurs vraisemblablement justes, simplement parce que les autres personnes du groupe soutenaient que cette réponse était la bonne. En vue de cette expérience, tout porte à penser que le désir de conformité est nocif au niveau social : en suivant les idées d’un groupe, jugées dominantes du fait de la majorité des voix, différentes personnes vont donc une à une se conformer à ces pensées même si elles sont contre-nature, pensant que si de nombreuses personnes optent pour ce choix c’est parce que c’est le bon.
C’est donc à partir de cette conception que les habitants de Cassis et d’ailleurs ont pu accuser sans hésitation les trois sorcières de Cassis afin d’entrer dans les normes de la société à cette époque.
Ainsi, n’entrant pas dans les normes de la société, un comportement agressif antisocial s’est développé chez les habitants, accentué par le désir de conformité, qui a poussé chaque personne à penser que les mascos étaient différentes.
Cependant, si rien ne confirme explicitement que ce sont les causes de l’hystérie collective développées ci-dessus qui s’appliquent dans ce cas précis, de nombreux cas similaires, semblent confirmer l'hypothèse de l'hystérie collective.

## Conclusion
La mise à mort des trois "sorcières" de Casssis en 1614 pourrait s'expliquer par une somme de facteurs politiques, religieux, sociaux et psychologiques.
D’abord, le contexte politico-religieux a donné naissance aux sorcières dans les esprits de la population : des boucs émissaires créés par l’État et l’Église. Ces boucs émissaires permettaient à toute population de rejeter la faute sur eux pour se libérer des tensions causées par les guerres de religion, la peste noire ou encore la famine, entre autres.
De plus, l’existence des sorcières est appuyée par le livre « Malleus Maleficarum » que les juges utilisaient dans les procès des sorcières, leur permettant de les accuser selon des critères et de leur adresser un châtiment « adapté » (pendaison, bûcher, …). Il est aussi décrit dans ce livre les différentes atrocités que pouvait faire une sorcière (jeter des sorts, offrir des enfants au Diable, …) : ceci faisait naître ou nourrissait les peurs et les inquiétudes chez les habitants qui les accusaient alors, sur de simples rumeurs, qui répondaient bien aux critères.
Cependant, ce qui explique que tout le monde ait cru en leur culpabilité n’est rien d’autre que l’hystérie collective qui découle des deux premiers points. En effet, le livre ainsi que le contexte politico-religieux sont les sources d’une hystérie collective qui a poussé toute la population à croire aux sorcières.Cette hystérie collective a été appuyée par des comportements agressifs antisociaux contre les trois femmes de Cassis qui sont eux-mêmes accentués par le désir de conformité poussant les gens à penser comme tout le monde.
Donne Tripière, Donne Figonière et Grosse Coiffe furent donc probablement les victimes d’une hystérie collective causée par le contexte politico-religieux d’où découle une haine envers les "sorcières" retranscrites dans un manuscrit utilisé pour les accuser.

### Webographie
- http://www.cassis-forum.com/vieux/anciens17/Les-trois-sorcieres-de-Cassis.pdf
- « La chasse aux sorcières n'est pas le fait du Moyen Âge... », sur France Inter, 4 décembre 2018 (consulté le 16 mai 2024)
- « Conte, visite contée, contes de Provence », sur Provence Buissionnière, 25 octobre 2021 (consulté le 16 mai 2024)
- https://www.draillesmemoirecassis.com/les-trois-sorcieres-de-cassis
- https://jimdo-storage.global.ssl.fastly.net/file/30be1575-cff9-4a6f-8bb6-a697c929e25c/Cassisvf.pdf